# Stephenville International Airport
Stephenville International Airport is een luchthaven gelegen in Stephenville, een gemeente aan de westkust van het Canadese eiland Newfoundland.
Sinds de coronapandemie zijn er geen gewone passagiersvluchten meer vanuit de luchthaven.

## Geschiedenis
De luchthaven werd oorspronkelijk in 1941 gebouwd door de United States Air Force en was tot en met 1966 door hen in gebruik als Ernest Harmon Air Force Base. Sinds 1966 is het een civiele luchthaven en staat ze bekend als Stephenville International Airport.
Onmiddellijk na de aanslagen op 11 september 2001 in de Verenigde Staten, riep de Canadese overheid Operatie Yellow Ribbon in het leven. Het doel was om alle vliegtuigen zo snel als mogelijk te laten landen om verder potentieel gevaar ten aanzien van de VS tegen te houden. Acht passagiersvliegtuigen moesten hierdoor ongepland landen in Stephenville.
De civiele luchthaven was de belangrijkste van West-Newfoundland, totdat het provinciebestuur in de jaren 1990 besloot om Deer Lake Regional Airport meer te gaan promoten. De daaropvolgende drie decennia behield Stephenville International Airport wel nog een beperkt aanbod aan passagiersvluchten.
Na de coronapandemie kwamen de luchtvaartmaatschappijen echter definitief niet meer terug naar Stephenville, ten voordele van Deer Lake. De luchthaven verkeert sindsdien in moeilijkheden vanwege de beperkte activiteit die er nog is. Het vliegveld wordt enkel nog gebruikt voor technische stops en een uitzonderlijke gecharterde vlucht. In 2023 kwam het in handen van The Dymond Group, die probeert de luchthaven de revitaliseren.

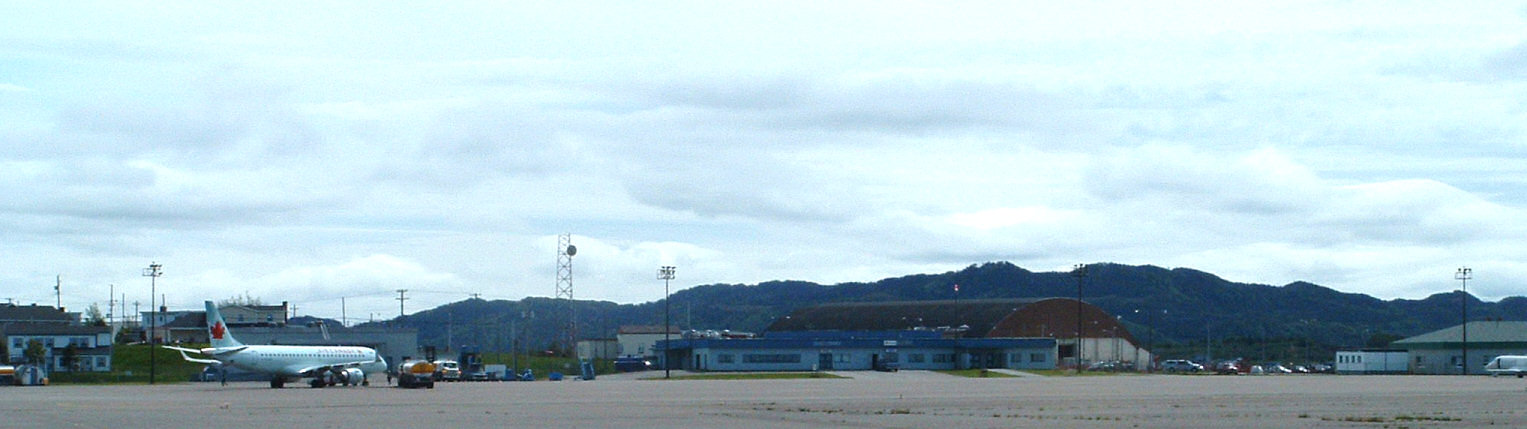
Tarmac en terminal van Stephenville International Airport (2008)